# Eduard Weinlig
Johann Friedrich Ludolph Eduard Weinlig  (* 3. August 1832 in Soltau; † 28. März 1920 in Harburg) war Senator und Fabrikant in Harburg.

## Leben
Eduard Weinlig war einer der sechs Söhne des Bürgermeisters von Soltau Franz Friedrich Achatz Eduard Weinlig und dessen Ehefrau Friederieke Gröning. Sein Urgroßvater Christian Gottlob Weinlig gewann auf Grund seiner alchimistischen Kenntnisse das besondere Vertrauen des kursächsischen Hofes, schrieb bedeutsame Veröffentlichungen auf dem Gebiet der Arzneikunde und war Gründer der Elefanten-Apotheke (Berlin). Eduard Weinlig war das Ebenbild seines Urgroßvaters und erbte dessen Neigung für Naturwissenschaften. Eduard Weinlig  absolvierte ein Studium an der Polytechnischen Hochschule Hannover. 1854 trat er als Teilhaber in das Unternehmen seines Studienfreundes Hermann Steinike ein; ein Betrieb zur Herstellung von Mineralwasser und Limonaden. Das Unternehmen firmierte sodann unter Steinike und Weinlig. 1854 erarbeitete Eduard Weinlig mit seinem Compagnon ein Rezept zur Fabrikation von Fruchtsaft mit Kohlensäure. Schon im Jahre 1856 wurden ihre Erzeugnisse bis nach Nordamerika geliefert. Das Unternehmen Steinike und Weinlig war eine der ersten Firmen überhaupt, die sich mit der Herstellung eines Erfrischungsgetränkes aus reinen Fruchtsäften befasste. Anfang der 30er Jahre wurde das Getränk Frisco entwickelt. Seinen Namen verdankt Frisco einer eleganten Abwandlung des Wortes Frischobst. Das Getränk wird noch heute, von anderen Herstellern, produziert. Neben seiner Tätigkeit als Unternehmer erfüllte Eduard Weinlig 40 Jahre lang ehrenamtliche Tätigkeiten in der Stadtverwaltung der Stadt Harburg. Von 1888 bis 1919 hat er als Senator gewirkt. Unter hohen Ehren wurde 1920 Eduard Weinlig auf dem alten Harburger Friedhof beerdigt. Die Grabstätte ist mit einem Wappen versehen und gut erhalten.

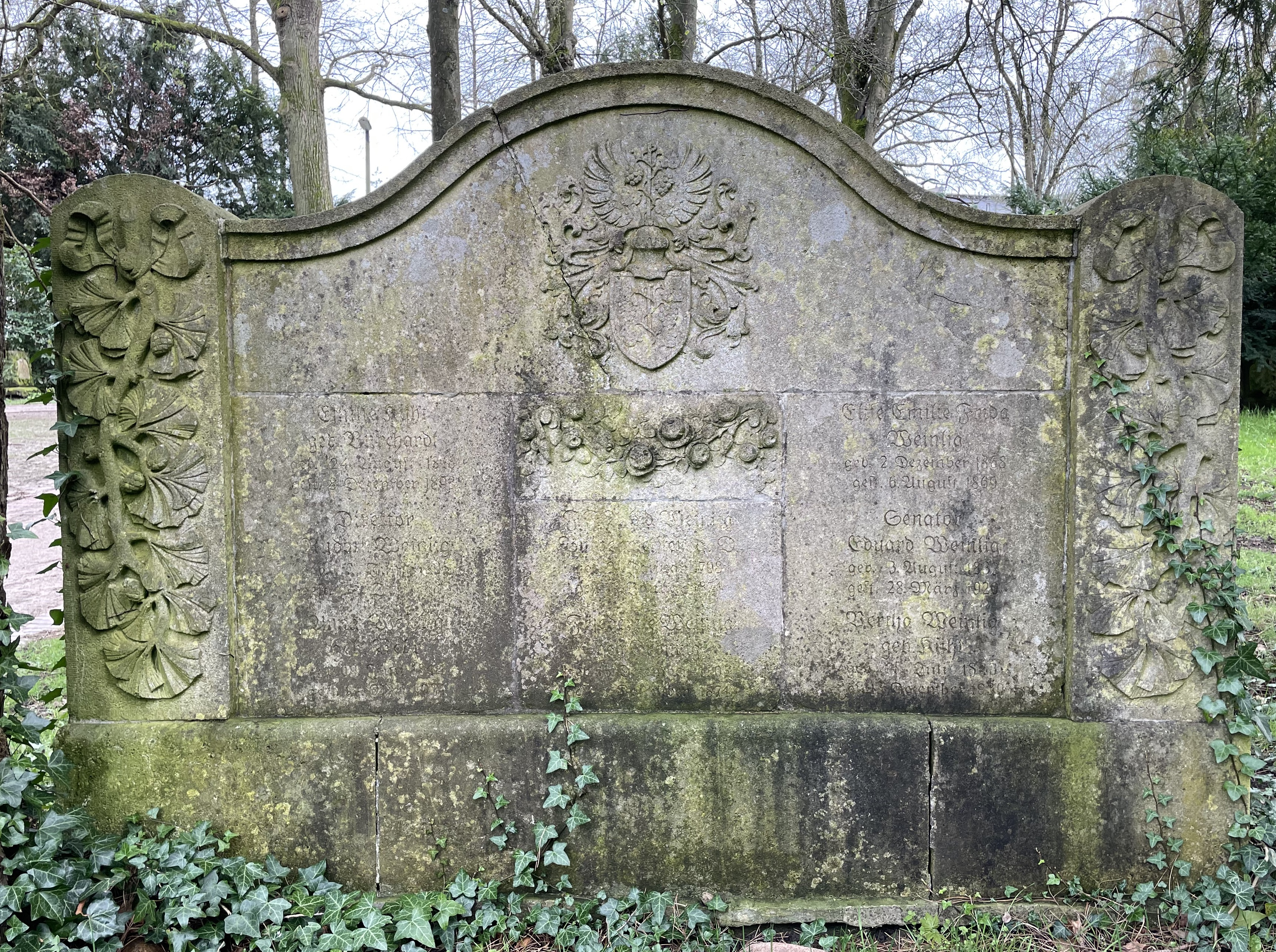
Familiengrab von Eduard Weinlig auf dem Alten Friedhof Harburg

## Familie
Am 24. Mai 1866 heiratete Eduard Weinlig in Itzehoe Bertha Agnes Friedericke Küth. Aus dieser Ehe gingen vier Söhne und eine Tochter hervor. Der älteste Sohn war Otto Friedrich Weinlig, die einzige Tochter wurde nur 1 ½ Jahre alt. Carl Weinlig (1870–1942) studierte Chemie, wurde 1894 in Heidelberg promoviert und trat 1901 in die väterliche Firma ein.

## Ehrungen
1913 ist eine Straße nach ihm benannt worden und 1918 ist ihm die Ehrenbürgerschaft der Stadt Harburg verliehen worden.